# ابن قاضي شهبة
أبو بكر بن أحمد بن محمد بن عمر بن قاضي شُهْبَة الأسدي الدمشقي (توفي 851 هـ)، صاحب كتاب طبقات الشافعية، وهو كتاب على قرار طبقات الشافعية الكبرى لتاج الدين السبكي لكنه بعده، وقد ترجم فيه ابن قاضي شهبة لعدد من أعلام الدين وبعضهم لم يكن يعرف أنه شافعي.
وله أيضا كتاب في التاريخ يعرف بـ تاريخ ابن قاضي شُهْبَة حققه ونشره عدنان الدرويش.

## روابط خارجية
- طبقات الشافعية لابن قاضي شهبة، نسخة مكتملة الأجزاء بتصحيح الحافظ عبد العليم خان مطبوعة في الهند
- كتاب طبقات الشافعية (موافق للمطبوع)، مكتبة مشكاة الإسلامية